# أليكس نيل
أليكس نيل (بالإنجليزية: Alex Neil)‏ هو سياسي بريطاني، ولد في 22 أغسطس 1951 في المملكة المتحدة. حزبياً، نشط في الحزب القومي الاسكتلندي.

## مناصب
- انتخب Cabinet Secretary for Social Justice [الإنجليزية]‏ (21 نوفمبر 2014 – 18 مايو 2016).
- انتخب Cabinet Secretary for Infrastructure and Capital Investment ‏ (19 مايو 2011 – 5 سبتمبر 2012).
- في 2016 Scottish Parliament election [الإنجليزية]‏، انتخب Member of the 5th Scottish Parliament ‏ عن دائرة Airdrie and Shotts (Scottish Parliament constituency) [الإنجليزية]‏ وقد انضم خلال فترته النيابية [الإنجليزية]‏ (5 مايو 2016 – )  للكتلة البرلمانية الحزب القومي الاسكتلندي.
- في الانتخابات النيابية العمومية الاسكتلندية 2011 [الإنجليزية]‏، انتخب عضو البرلمان الاسكتلندي الرابع ‏ عن دائرة Airdrie and Shotts (Scottish Parliament constituency) [الإنجليزية]‏ وقد انضم خلال فترته النيابية [الإنجليزية]‏ (5 مايو 2011 – 24 مارس 2016)  للكتلة البرلمانية الحزب القومي الاسكتلندي.
- في الانتخابات النيابية العمومية الاسكتلندية 2007 [الإنجليزية]‏، انتخب عضو البرلمان الاسكتلندي الثالث ‏ عن دائرة Central Scotland (Scottish Parliament electoral region) [الإنجليزية]‏ وقد انضم خلال فترته النيابية [الإنجليزية]‏ (3 مايو 2007 – 22 مارس 2011)  للكتلة البرلمانية الحزب القومي الاسكتلندي.
- في الانتخابات النيابية العمومية الاسكتلندية 2003 [الإنجليزية]‏، انتخب عضو البرلمان الاسكتلندي الثاني ‏ عن دائرة Central Scotland (Scottish Parliament electoral region) [الإنجليزية]‏ وقد انضم خلال فترته النيابية [الإنجليزية]‏ (1 مايو 2003 – 2 أبريل 2007)  للكتلة البرلمانية الحزب القومي الاسكتلندي.
- في الانتخابات النيابية العمومية الاسكتلندية 1999 [الإنجليزية]‏، انتخب عضو البرلمان الاسكتلندي الأول ‏ عن دائرة Central Scotland (Scottish Parliament electoral region) [الإنجليزية]‏ وقد انضم خلال فترته النيابية [الإنجليزية]‏ (6 مايو 1999 – 31 مارس 2003)  للكتلة البرلمانية الحزب القومي الاسكتلندي.
- انتخب Cabinet Secretary for Health and Wellbeing [الإنجليزية]‏ (5 سبتمبر 2012 – 21 نوفمبر 2014).
- انتخب Cabinet Secretary for Social Justice, Communities and Pensioners' Rights ‏ (21 نوفمبر 2014 – 18 مايو 2016).